# BB 20005
La BB 20005 est un ancien prototype de locomotive électrique bicourant de la SNCF.
Issue de la transformation de la BB 16028 en 1961, il circule sur de nombreuses lignes (ouest de la France, Jura, Savoie) avant d'être remis au type initial en 1975. Il est la première locomotive « grande bicourant » de la SNCF, délivrant une puissance presque identique sous courant continu 1,5 kV que sous courant alternatif monophasé 25 kV - 50 Hz.

## Description

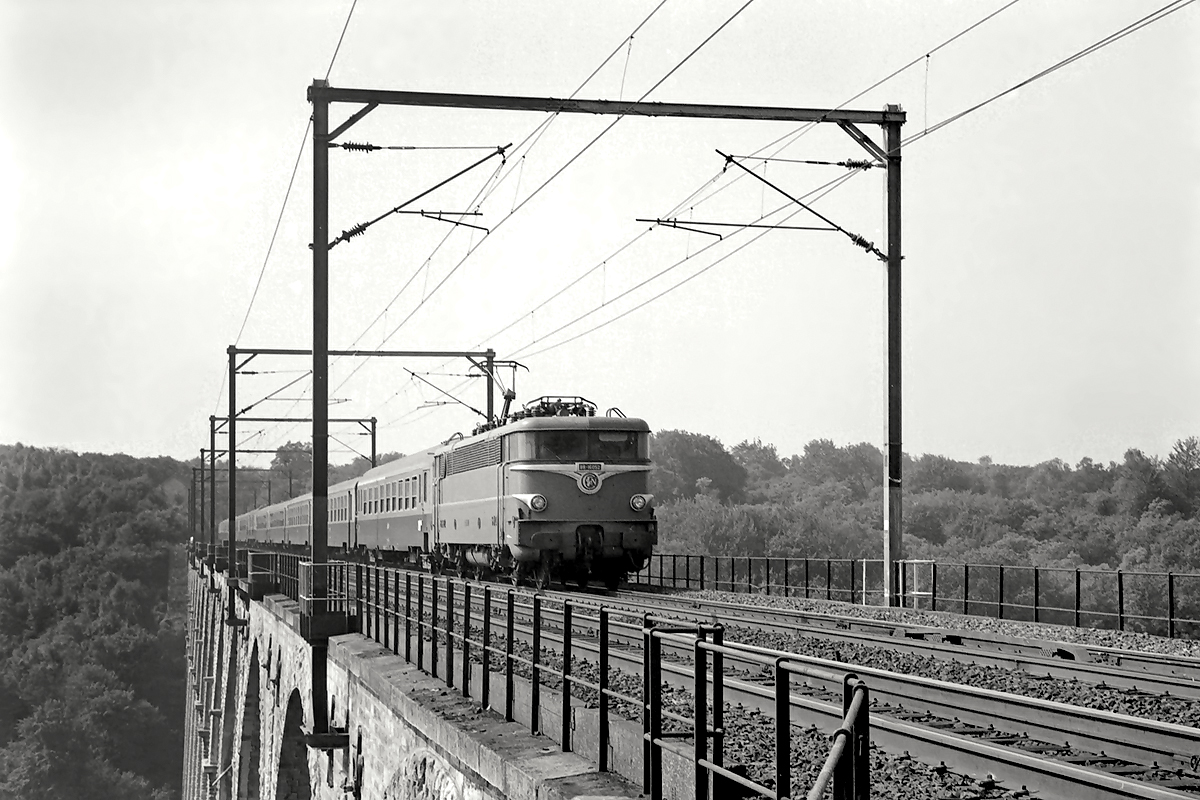
Type des BB 16000.

La BB 20005 est la première machine bicourant de la SNCF à avoir à peu près la même puissance sous 1,5 kV continu que sous monophasé 25 kV par montage d'un équipement continu complet. Elle est réalisée sur la base de la BB 16028 qui quelques mois après sa livraison en aout 1959 était tombée dans la fosse du dépôt de Thionville,. Elle dispose d'une puissance comparable à celle des BB 12000 sous caténaire monophasée (3 620 kW)[source insuffisante] alors que sous courant continu elle développe 3 400 kW (respectivement 4 130 kW et 3 385 kW de puissance maximale ou 3 950 kW et 3 250 kW). Ces locomotives ont été surnommées les « grandes bicourant » par opposition aux CC 20001 et CC 25000, BB 20006 et BB 20004 dites « petites bicourant » en raison de leur puissance réduite sous 1,5 kV.
Sa livrée reste la même que celle des BB 16000 : caisse vert bleuté clair, filet blanc à mi-caisse, enjoliveurs et moustaches en aluminium.
La BB 20005 sert de laboratoire aux séries qui en sont directement dérivées : BB 25100, BB 25150 et BB 25200.

## Service
Après une campagne d'essais sur de nombreuses lignes françaises pour la mise au point des « grandes bicourant » de série, la BB 20005, affectée à Dole puis à Chambéry, circule sur les lignes de Haute Savoie et du Jura.
Elle est remise au type BB 16000 le 18 décembre 1975 au terme de travaux qui l'immobilisent presque toute l'année 1975 et affectée au dépôt de La Chapelle. Mutée au dépôt d'Achères, la BB 16028 est radiée des effectifs le 1er décembre 2008 (ou 1er décembre 2009).